# حسن الخراط
حسن الخرّاط من مواليد عام  وتوفي في 25 ديسمبر/كانون الأول 1925 أحد أهم قادة الثورة السورية الكبرى ضد الانتداب الفرنسيّ على سوريا، وأحد أكثر قادة ثوار دمشق والغوطة العسكريين شهرةً.

كان الخرّاط على علاقة وثيقة بالسياسيّ القوميّ الشهير نسيب البكريّ، باعتباره قبضاي حي الشاغور، إذ كانت عائلة البكريّ إحدى أكثر العائلات تأثيراً في حيّ الشاغور. وقد انضمّ الخرّاط بدعوة من البكريّ إلى الثورة في أغسطس/آب 1925 وشكّل مجموعةً من المقاتلين من حيّ الشاغور والأحياء المجاورة. في منتصف شهر أكتوبر/تشرين الأول، قاد الخراط هجوماً للثوار على الجيش الفرنسي في دمشق، وخلال فترة قصيرة سيطر الثوّار على مقر إقامة المندوب السامي الفرنسي موريس ساراي. ورغم انسحب الثوار فيما بعد نتيجة القصف العنيف الذي شنّته القوّات الفرنسيّة على المدينة، واصل الخراط قيادة هجماتٍ ضد المواقع الفرنسية في دمشق ومُحِيطها، حتّى قُتِلَ في كَمِينٍ نصبه الفرنسيّون له في الغوطة. ونظراً لجهوده ضدّ الفرنسييّن وبسبب مقتله في هذا الصراع، يعتبر السوريين الخراط بطلاً حتّى وقتنا الحاضر.

ومع نهاية عام 1925، توترت العلاقات بين حسن الخرَّاط وقادة الثوار الآخرين، ولاسيّما سعيد العاص ورمضان الشلَّاح، حيث تقاذفوا اتهامات بنهب القرى وابتزاز السكان المحليّين. استمر الخرَّاط بقيادة العمليات في الغوطة، إلى أن قُتل فيها بكمين فرنسيّ، تبددت الثورة بحلول عام 1927، لكنه اكتسب سمعةً دائمة باعتباره شهيد المقاومة السوريّة للحكم الفرنسيّ.

## الحياة والعمل
ولد الخراط في دمشق عام 1861 لأسرة مسلمة سنيّة خلال الحكم العثمانيّ لسوريا. عمل كحارس ليليّ لحيّ الشاغور والبساتين المحيطة به. سيطرت قوَّات الثورة العربيّة على مدينة دمشق خلال الحرب العالميّة الأولى في أكتوبر/تشرين الأول 1918. تأسس بعد سيطرة القوّات على المدينة النادي العربيّ، وهو منظمة قوميّة عربيّة تأسست لدعم الثورة العربيّة. ساعد النادي الأميرَ فيصل قائد قوّات الثوار، الذي شكّل حكومةً آنذاك. انضم حسن الخرّاط إلى النادي العربيّ وحشد دعماً للأمير فيصل في حيّ الشاغور. سقطت في يوليو/تمّوز 1920 حكومة فيصل بعد هزيمة قوّاتها التي تألف معظمها من متطوعين، على يد القوّات الفرنسيّة المهاجمة في معركة ميسلون. تلا ذلك سيطرة الفرنسيين على سوريا بمسمّى انتداب فرنسا عن عصبة الأمم لإدارة هذه المناطق.

خلال بداية فترة الانتداب الفرنسي الذي بدأ منتصف العام 1920، لعب الخراط دور القبضاي في حي الشاغور. كان القبضاي هو الزعيم التقليدي لشبان الحي أو القرية المشاكسين، وهو الشخص الذي يتوجب عليه وبصفة غير رسمية معالجة المظالم، والدفاع عن شرف الحي ضد المجرمين المحليين، أو تجاوزات قبضايات (صيغة الجمع) الأحياء أو القُرى الأخرى. وفقاً للمؤرخ فيليب إس. خوري، فإن القبضاي يتسم بأنه رجل معروف في الأوساط المحليّة بالشرف، ويمكن ملاحظة شخصيته القوية، والشرف، وحمايته للفقراء والأقليات. وقد اِعتُبِرَ القبضاي «مؤيداً للعادات والتقاليد العربية، والوصي على الثقافة الشعبية» وفقاً لخوري. وعلى الرغم من قيام القبضايات من الحين للآخر بـ«معاملات مشبوهة، وتفضيل الإكراه الجسدي، وحتّى ارتكاب الخطايا 'المميتة' لتحقيق مكاسب شخصية»، إلا أن القبضاي فقد كان مُميزاً عن الأزعر الذي كان على ارتباط أكبر بالنشاط الإجرامي والابتزاز (الخوّة). إلا أن فيليب خوري يعتبر أن الخرَّاط «على الأرجح أكثر القبضايات احتراماً وتقديراً في أيامه». كان القبضايات عادةً يتجنبون التعليم النظامي، ويؤكد المؤرخ ميشيل بروفنس أن الخرّاط كان على الأرجح أُميَّاً. عادةً ما كانت هناك علاقات قائمة بين وجهاء مدينة معينة و قبضايات  إحدى الأحياء، الذين كانوا يؤمّنون الدعم السياسي للوجهاء داخل الأحياء، إذ من الممكن ألا يكون للوجهاء علاقة مباشرة بالسكان، بينما يمتلك القبضايات علاقات قويّة مع السكّان المحليين. كان الخراط متحالفاً مع نسيب البكري، وهو سياسيّ شهير ومالك أراضٍ دمشقيّ. وقد كانت عائلة البكري الأكثر تأثيراً في الشاغور، حيث مثَّل الخرّاط صلة الوصل بين العائلة والحيّ.

## دوره في الثورة السورية الكبرى
في منتصف صيف عام 1925 حشد سلطان باشا الأطرش مقاتليه الدروز، وأطلق ثورة ضد الحكم الفرنسي في جبل العرب. كان هذاً رداً مباشراً على اعتقال وسجن ثلاثة من قادة الدروز البارزين من عشيرة الأطرش في دمشق. كان قد تم دعوتهم إلى دمشق من قبل السلطات الفرنسية لإنهاء الاضطرابات المتزايدة في الجبل. كانت التوترات بين الطرفين مختفية طيلة السنوات الماضية. سجل مقاتلو الأطرش عدداً من الانتصارات الحاسمة ضد الجيش الفرنسي، ألهمت هذه الأحداث القوميين السوريين للمشاركة، حيث كان التمرد قد انتشر شمالاً إلى دمشق وخارجها. على الصعيد السياسي، كان الخراط متحالفاً مع نسيب البكري، أحد وجهاء دمشق وصلة الوصل بين الأطرش والمتمردون الناشئة في دمشق والغوطة. عبد الرحمن الشهبندر، وهو زعيم قوميّ سوريّ بارز آنذاك، وصف الخراط بأنه «اشتراكي» في الممارسة العملية. عائلة البكري كانت الأكثر تأثيراً في حي الشاغور، وحافظ الخراط على علاقات وثيقة بالعائلة، ولا سيما بكري وشقيقه فوزي. خدمهم بما يشبه اتصالاتهم وتنفيذ أوامرهم في الحي.

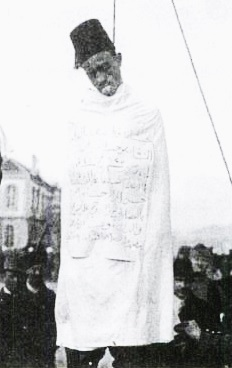
فخري الخراط نجل حسن الخراط مشنوقا بأمر سلطات الانتداب الفرنسي في ساحة المرجة بدمشق، يناير 1926

بعد اجتماع بين البكري والشهبندر في أغسطس عام 1925، حثّ البكري حسن الخراط على الانضمام للثورة. فيما بعد، قام الخراط بتجنيد قوة من رجال دمشق لحمل السلاح. وفقاً للمؤرخ مايكل بروفانس Michael Provence، كان الخراط «مثالياً» لهذه المهمة، حيث كان لديه «أتباع محليين من الشبان الصغار، وشهرة خارج الحي، واتصالات جيدة، وسمعة لصلابته». مجموعة المقاتلين التي قادها، والتي عُرفت بـ (عصابات الشاغورية)، واسمها مشتق من حي الخراط الشاغور. على أي حال، فإن مقاتلي الخراط أيضاً تضمنوا المتطوعين من قرى جرمانا، كفربطنا، بيت سحم، المليحة، والعمارة. الخراط أيضاً أقام تحالفاً مع محمد الحجازي، شيخ الصوفية الدينية في دمشق. الاثنان معاً شكلا «حملة إسلامية» بعيدةً إلى حد كبير عن مفهوم الثورة العلمانية، وفقاً لسعيد العاص، أحد قادة الثوار العلمانيين.

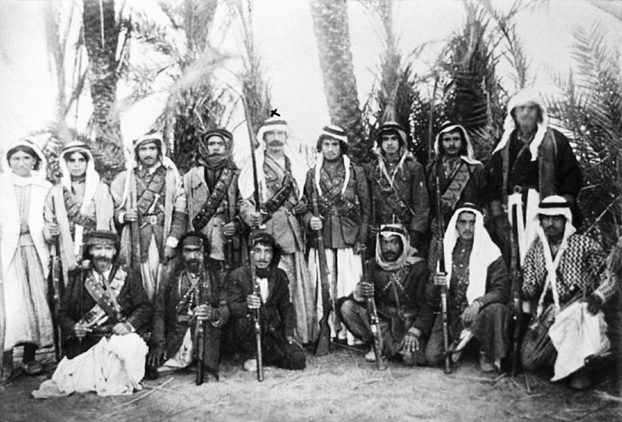
ثوار الغوطة بقيادة الشيخ الدرزي عز الدين الحلبي عام 1925.

تزايدت مكانة حسن الخراط في هذه الفترة بسرعة، بينما كان يقود رجاله في غارات ليلية على المنشآت الفرنسية في دمشق. في أحياء الشاغور، وسوق ساروجة، والجزماتية. الخراط ورجاله استطاعوا تدمير جميع الأبنية الفرنسية في هذه المناطق، واستطاعوا القيام بالاشتباك المباشر مع دوريات الجيش الفرنسي، ونزع سلاحها، واحتجاز جنود فرنسيين كرهائن. كان المجال الأساسي لعمليات الخراط ورجاله في الغوطة الشرقية، تحديداً في غابة الزور والمنطقة القريبة من حي الشاغور.
في الأسبوع الأول من شهر أكتوبر، تم إرسال 60 رجلاً من رجال الدرك الفرنسي للقبض على الخراط ومقاتليه. قام الدرك الفرنسيون بالإقامة في منزل مختار (عمدة القرية) المليحة.في ساعات المساء، قام ائتلاف من ثوار دمشق، والغوطة، وجبل العرب بكمين على الجنود المقيمين في منزل مختار المليحة، وقاموا بإلقاء القبض على الوحدة الفرنسية بأكملها. كان قد قُتِل جندي فرنسي واحد خلال العملية، في حين تم الاستيلاء على أسلحة البقية. بينما أُعيد العديد من الجنود الذين اُلقي القبض عليهم إلى دمشق بدون أمتعتهم، أُرسل أربعة ضباط فرنسيين إلى جبل العرب، حيث أطلق سلطان باشا الأطرش فيما بعد سراحهم بعد علمه بعدم مقاومتهم للثوار.

في 12 أكتوبر، قامت القوات الفرنسية مدعومةً بالدبابات والمدفعية والدعم الجوي بشن عمليةٍ واسعةِ النطاق لمحاصرة ثوار الغوطة في غابة الزور وإلقاء القبض عليهم. لُحِق رجالُ الخراط على طول ضفة نهر بردى، ولكن الفرنسين بالإضافة إلى وحدات القناصة الخاصة بهم أخفقوا في القبض على الثوار. كان البعض من سكان «المليحة» قد أعلموا الثوار مسبقاً عن خطة الجيش الفرنسي، وبعد انسحاب الفرنسيين من العملية، قاموا بنهب القرية وإضرام النيران فيها. زعم مسؤولون في المخابرات الفرنسية أن المليحة قد عُوقِبت بشكل جماعي بسبب طفل صغير من القرية كان قد أعلم رجال الخراط عن تواجد الدرك الفرنسي في المليحة في الأسبوع السابق. وهكذا بررت المخابرات الفرنسية التدابير العقابية التي اتخذتها بحق القرية، بسبب تعاون سكانها، الذي أدى لأسر وإهانة الدرك الفرنسي. شرعت القوات الفرنسية بنهب وحرق جرمانا (التي كانت قد دُمّرت مسبقاً بسبب القصف الفرنسي)، التي كان سكانها في غالبيتهم من الدروز. وهذا بشكل خاص أغضب الثوار من الدروز، الذين تعهدوا بالانتقام لمقتل إخوانهم. على الرغم من عدم قدرتهم على إشراك الخراط ورجاله بشكل مباشر في هذا الصراع، لإن القوات الفرنسية قامت بإعدام حوالي 100 مدني من قرى الغوطة. أُحضرت جثثهم إلى دمشق. وقام الفرنسيون بوضع 16 جثة للعرض طوال النهار، ووصفتهم بـ«قطاع الطرق».

### معركة دمشق

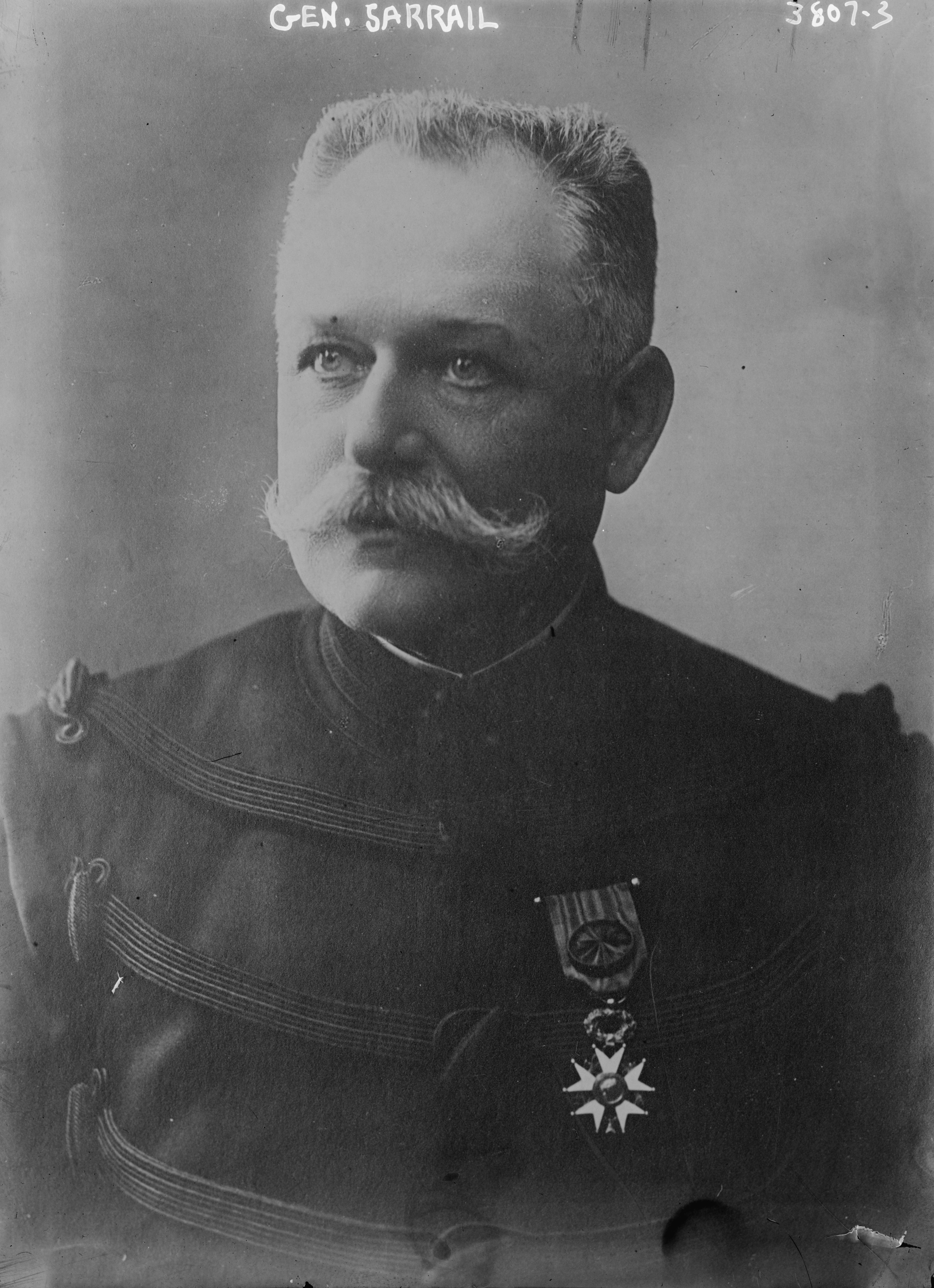
الجنرال موريس بول ساراي، المندوب السامي للانتداب الفرنسي على سوريا

نتيجة لهذه الأحداث المتعاقبة ولضغط وحدات الدروز من الثوار، خطط البكري لعملية السيطرة على قلعة دمشق، حيث كانت القوات الفرنسية تتركز، وقصر العظم، حيث علم الثوار بأن الجنرال موريس بول ساراي، المندوب السامي للانتداب الفرنسي يقيم في 17-18 أكتوبر. المندوب السامي، الذي كان يعمل عادةً كمسؤول عام عن سوريا بالنيابة عن فرنسا، ويمارس السلطة المطلقة عملياً. كانت إحدى نوايا الثوار الرئيسية الإمساك بساراي نفسه. كانت وحدات الثوار الوحيدة المتمركزة في دمشق آنذاك هي عصابة الخراط، وقوة مختلطة بين مقاتلين من جبل العرب، وحي الميدان، وقرى الغوطة. لذلك أرسل البكري رسالة إلى سلطان باشا الأطرش، مطالباً بتعزيزات. كتب الأطرش بأنه يقوم بعمليات في حوران، لكنه سيرسل قواته بأكملها، لدعم ثوار دمشق حالما يسوّي شؤونه العسكرية. فوزي القاوقجي، زعيم الثوار في منطقة حماة، كان أيضاً قد دُعِي للمشاركة، ولكن قبل عودة الرسائل من دمشق، قرّر البكري المضي قُدُماً في العملية.

في 18 أكتوبر، قاد حسن الخراط حوالي 40 رجلاً إلى داخل حي الشاغور، من مقابر بوابة باب الصغير الجنوبية القديمة، معلناً أن بني معروف، وهي عشيرة درزية بارزة، قد قدمت لتخليص المدينة من الاحتلال الفرنسي. حشود من السكان رحبت بالثوار بحماسة، والعديد من السكان رفع السلاح معهم. سيطر رجال الخراط بدايةً على مركز الشرطة في الحي، ونزعوا سلاح حاميته. وانطلقوا بعدها إلى سوق الحميدية، ومن هناك سيطروا على قصر العظم، على الرغم من أن الجنرال ساراي كان قد غادر لحضور اجتماع في مدينة درعا الجنوبية.

المعركة انتشرت، كما أن البكري ومقاتلي حيّ الميدان اجتاحوا أحياءً سكنية، وانضم العديد من المدنيين إلى الثوار. أصدر الخراط أمراً لقتل أيّ شخص مرتبط بالجيش الفرنسي، وحوال 180 جندياً فرنسياً كانوا قد قُتلوا خلال المعركة. كما أنه سيطر في وقت لاحق على المدينة القديمة بأكملها، وأغلقها لمنع دخول التعزيزيات الفرنسية. أمر ساراي بقصف جويّ واسع النطاق على المدينة. ووفقاً للمؤرخ فيليب خوري، فإن 1500 شخص كانوا قد قُتلوا خلال القصف. بينما كتب سامي مُبيّض بأن 6000 شخص لقوا مصرعهم خلال يوميَن،

## وفاته
بقي الخراط يقضّ مضاجع الفرنسيين ويغير على مراكزهم، فيقتل من جنودهم، ويغنم من أسلحتهم، ثم يلوذ هو وجنوده بالغوطة الشرقية، إلى أن حاصره الفرنسيون في بستان الذهبي في إحدى قرى الغوطة الشرقية، وألقوا عليه وابلاً من الحمم أدت إلى مقتله في 25 كانون الأول عام 1925، فلما علم الفرنسيون بمقتله، فرحوا فرحاً عظيماً، وقاموا بتوزيع الأوسمة على كافة ضباط الجيش الفرنسي الذين شاركوا في القصف والمعارك في ذلك اليوم. ودفن في مقبرة الباب الصغير.

## انظر أيضًا

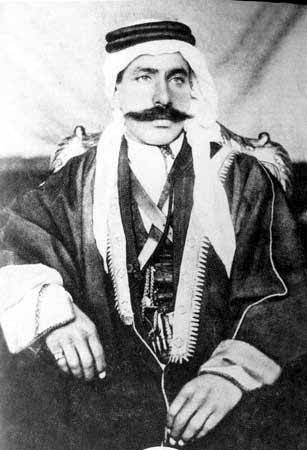
القائد سلطان باشا الأطرش، جبل العرب.
الزعيم ابراهيم هنانو، ادلب..
المجاهد عياش الحاج، دير الزور.
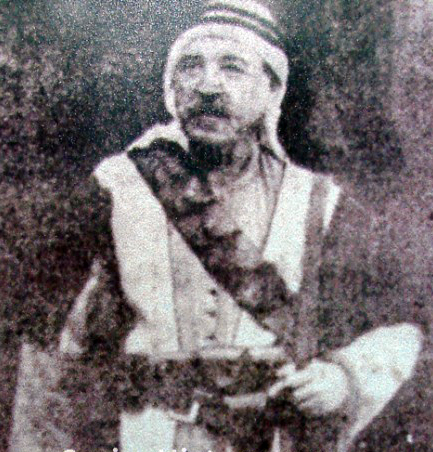
الشيخ صالح العلي، اللاذقية.
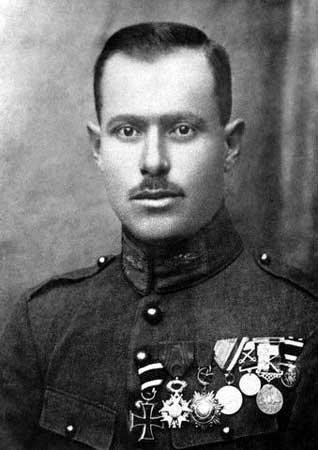
القائد فوزي القاوقجي، حماة.
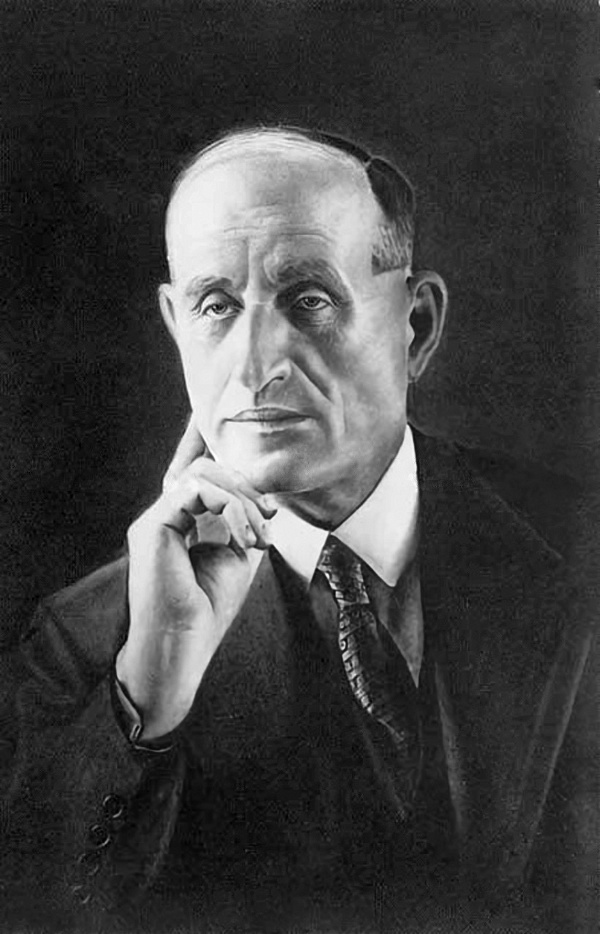
الدكتور عبد الرحمن الشهبندر، دمشق.